# Шепут, Ренсо
Ренсо Сантьяго Шепут Родригес (исп. Carlos Augusto Lobatón Espejo; родился 11 августа 1980 года в Лиме, Перу) — перуанский футболист хорватского происхождения, игравший на позиции полузащитника.

## Клубная карьера
Шепут — воспитанник клубов «Депортиво Суньига» и «Спортинг Кристал», в последнем он начал свою профессиональную карьеру. В 1999 году Ренсо дебютировал в перуанской Примере. В 2001 году для получения игровой практики Шепут на правах аренды выступал за «Унион Минас». После возвращения в «Спортинг» он завоевал место в основе и в 2002 году помог клубу выиграть чемпионат. Следующие четыре сезона Шепут провёл без особых достижений выступая за команды «Универсидад Сан-Мартин», «Коронель Болоньеси», «Альянса Атлетико» и столичный «Депортиво Мунисипаль».
В 2008 году он вернулся в «Спортинг Кристал», где провёл два сезона, являясь одним из лидеров клуба. В начале 2010 года Ренсо покинул Перу и перешёл в колумбийский «Ла Экидад». 31 января в матче против «Депортес Киндио» он дебютировал в Кубке Мустанга. В этом же поединке Шепут забил свой первый гол за «Ла Экидад». В своём первом сезоне он помог команде завоевать серебряную медаль.
В начале 2011 года Ренсо вернулся на родину, заключив соглашение с «Хуан Аурич». 13 февраля в матче против «Университарио» он дебютировал за новый клуб. 2 мая в поединке против своей бывшей команды «Альянса Атлетико» Шепут забил свой первый гол за «Хуан Аурич». В этом же сезоне он помог клубу выиграть чемпионат. В 2012 году Ренсо в третий раз вернулся в «Спортинг Кристал» и ещё дважды стал чемпионом страны в его составе.

## Международная карьера
18 ноября 2010 года в товарищеском матче против сборной Колумбии Шепут дебютировал за сборную Перу.

## Достижения
Командные
 «Хуан Аурич»
- Чемпионат Перу по футболу — 2011

 «Спортинг Кристал»
- Чемпионат Перу по футболу — 2002
- Чемпионат Перу по футболу — 2012
- Чемпионат Перу по футболу — 2014